# Liste des hôpitaux en Finlande
Cet article liste des hôpitaux en Finlande.

## Hôpitaux universitaires
- Centre hospitalier universitaire d'Helsinki
- Centre hospitalier universitaire de Turku
- Hôpital universitaire d'Oulu
- Hôpital universitaire de Kuopio
- Hôpital universitaire de Tampere

## Hôpitaux centraux
Les hôpitaux centraux sont:
- Hôpital central de la vallée de la Kymi, Kotka
- Hôpital central de Carélie du Sud, Lappeenranta
- Hôpital central de Päijät-Häme, Lahti
- Hôpital central de Kanta-Häme, Hämeenlinna
- Hôpital central de Satakunta, Pori
- Hôpital central de Laponie, Rovaniemi
- Hôpital central de Vaasa, Vaasa
- Hôpital central de Seinäjoki (fi), Seinäjoki
- Hôpital central d'Ostrobotnie centrale, Kokkola
- Hôpital central de Finlande centrale Nova, Jyväskylä
- Centre de bien-être de Mikkeli (fi), Mikkeli
- Hôpital central de Savonlinna, Savonlinna
- Hôpital central de Carélie du Nord, Joensuu
- Hôpital central de Kainuu, Kajaani
- Hôpital central d'Ahvenanmaa (fi), Maarianhamina
- Hôpital central de Botnie-Occidentale, Kemi

## Hôpitaux régionaux
- District hospitalier de Carélie du Sud
  - Hôpital de Honkaharju, Imatra[2]

- District hospitalier d'Ostrobotnie du Sud
  - Hôpital municipal de Seinäjoki, Seinäjoki

- Essote, Savonie du Sud
  - Hôpital de Moisio (fi), Mikkeli
  - Hôpital de Pieksämäki, Pieksämäki

- District hospitalier d'Helsinki et de l'Uusimaa
  - Hôpital d'Aurora, Helsinki[3]
  - Hôpital d'Haartman, Helsinki[3]
  - Hôpital de dermatologie et d'allergologie (fi) (HYKS)
  - Hôpital chirurgical (HYKS)
  - Hôpital de Malmi, Helsinki[3]
  - Clinique de gynécologie (HYKS)
  - Hôpital d'Orton, Helsinki
  - Hôpital du parc (HYKS)
  - Hôpital des yeux et des oreilles (HYKS)
  - Siltasairaala (HYKS)
  - Hôpital de Suursuo (fi), Helsinki[3]
  - Clinique d'oncologie (HYKS)
  - Hôpital de Töölö (HYKS)
  - Siltasairaala (HYKS)
  - Nouvel hôpital pour enfants (HYKS)
  - Hôpital d'Espoo, Espoo[3]
  - Hôpital de Jorvi, Espoo (HYKS)[3]
  - Hôpital de Katriina, Vantaa
  - Kiljavan sairaala, Nurmijärvi[3]
  - Kellokosken sairaala, Tuusula[3]
  - Hôpital de Lohja (fi), Lohja[3]
  - Raaseporin sairaala, Tammisaari, Raasepori[3]
  - Peijaksen sairaala, Vantaa (HYKS)[3]
  - Hôpital de Porvoo, Porvoo[3]
  - Hôpital d'Hyvinkää, Hyvinkää[3]

- District hospitalier de Kanta-Häme
  - Forssan sairaala, Forssa
  - Riihimäen sairaala, Riihimäki (KHKS)
  - Vanajaveden sairaala, Hämeenlinna

- Kymsote, Vallée de la Kymi
  - Kymenlaakson psykiatrinen sairaala, Kuusankoski, Kouvola
  - Pohjois-Kymen sairaala, Kuusankoski, Kouvola

- District hospitalier de Laponie
  - Muurolan sairaala, Muurola, Rovaniemi

- District hospitalier de l'Ostrobotnie de l'Ouest
  - Keroputaan sairaala, Tornio

- District hospitalier de Pirkanmaa
  - Hôpital de Hatanpää, Tampere (TAYS)
  - Hôpital de Pitkäniemi, Nokia (TAYS)
  - Hôpital de Sastamala (fi), Sastamala (TAYS)
  - Hôpital d'arthroplastie Coxa, Tampere
  - Hôpital de cardiologie Tays (fi), Tampere
  - Hôpital de Valkeakoski, Valkeakoski (TAYS)

- District hospitalier de Carélie du Nord
  - Kotilahden sairaala, Joensuu

- District hospitalier d'Ostrobotnie du Nord
  - Hôpital de Kontinkangas, Oulu
  - Lastenklinikka, Oulu (OYS)
  - Oulaskankaan sairaala, Oulainen[4]
  - Psykiatrian klinikka, Oulu (OYS)
  - Visalan sairaala, Ylivieska
  - Raahen aluesairaala, Raahe

- District hospitalier de Savonie du Nord
  - Julkulan sairaala, Kuopio (KYS)
  - Alavan sairaala, Kuopio (KYS)
  - Harjulan sairaala, Kuopio[5]
  - Iisalmen sairaala, Iisalmi
  - Varkauden sairaala, Varkaus

- District hospitalier de Päijät-Häme
  - Lahden kaupunginsairaala, Lahti

- District hospitalier de Satakunta
  - Harjavallan sairaala, Harjavalta
  - Porin kaupunginsairaala, Pori
  - Rauman aluesairaala, Rauma

- District hospitalier de Vaasa
  - Malmin sairaala, Pietarsaari
  - Pietarsaaren sairaala, Pietarsaari
  - Selkämeren aluesairaala, Kristiinankaupunki

- District hospitalier de Finlande-Propre
  - Halikon sairaala, Salo
  - Kirurginen sairaala, Turku (TYKS)
  - Loimaan sairaala, Loimaa (TYKS)
  - Raision sairaala, Raisio (TYKS)
  - Salon sairaala, Salo (TYKS)
  - Turun kaupunginsairaala, Turku
  - Turunmaan sairaala, Turku (TYKS)
  - Vakka-Suomen sairaala, Uusikaupunki (TYKS)

- Ahvenanmaan sairaanhoitopiiri
  - Grelsby sjukhus, Godby, Finström

## Hôpitaux de l'Institut national de la santé et du bien-être
- Hôpital de Niuvanniemi, Kuopio
- Hôpital psychiatrique pénitentiaire, Turku et Vantaa
- Ancien hôpital de Vaasa, Vaasa
- Hôpital pénitentiaire d'Hämeenlinna (fi), Hämeenlinna

## Hôpitaux privés
- Hôpital d'Eira, Helsinki
- Docrates Syöpäsairaala, Helsinki
- Jokilaakson sairaala, Jämsä
- Kaunialan Sairaala, Kauniainen
- Pohjola Sairaala, Helsinki, Tampere, Oulu, Kuopio, Turku

## Hôpitaux fermés
| - Centre hospitalier de Finlande centrale, Jyväskylä - Hôpital de l'école de sages-femmes (fi) - Hôpital psychiatrique d'Hattelmala, Hämeenlinna - Haukkalan sairaala, Jyväskylä - Heideken, Turku - Heikinharjun sairaala, Oulu - Herttoniemen sairaala, Helsinki - Härmän sairaala, Alahärmä - Juurikkaniemen sairaala, Keuruu - Kaivannon sairaala, Kangasala - Kammion sairaala, Helsinki - Kangasvuoren sairaala, Jyväskylä - Kaupin sairaala, Tampere - Keski-Suomen keskussairaala, Jyväskylä - Kinkomaan sairaala, Muurame - Kotkansaaren sairaala, Kotka - Lahden sotilassairaala, Lahti - Hôpital de Lapinlahti, Helsinki - Château des enfants, Helsinki (HYKS) - Hôpital de Maria, Helsinki - Marjatan sairaala, Tampere - Mäntän aluesairaala, Mänttä, Mänttä-Vilppula | - Nikkilän sairaala, Sipoo - Sanatorium de Paimio, Paimio, (TYKS) - Puolarmetsän sairaala, Espoo - Päivärinteen sairaala, Muhos - Pyynikin sairaala, Tampere - Rauhan sairaala, Joutseno - Reuman sairaala, Heinola - Sanatorium de Nummela, Nurmijärvi - Salmijärven mielisairaala, Kajaani - Salus-sairaala, Helsinki - Sanatorium de Takaharju, Savonlinna - Satalinnan sairaala, Harjavalta - Sisä-Suomen sairaala, Äänekoski - Sädesairaala, Jyväskylä - Tampereen yleinen sairaala, Tampere - Tilkka, Helsinki - Tiurun sairaala, Lappeenranta - Valkealan sairaala, Kouvola - Vanha Ortopedia, Jyväskylä - Ähtärin aluesairaala, Ähtäri - Östanlidin tuberkuloosiparantola, Pietarsaari |